# هيربي كاي
هيربي كاي (بالإنجليزية: Herbie Kay)‏ هو قائد فرقة ‏ وموسيقي أمريكي، ولد في 1904، وتوفي في 11 مايو 1944 في دالاس في الولايات المتحدة.

## وصلات خارجية
- هيربي كاي على موقع ميوزك برينز (الإنجليزية)